# 李光泉
李光泉（1936年8月—），男，四川江安人，中国自动控制专家，天津大学教授、博士生导师，原校长。